# Kosořice
Kosořice es una localidad del distrito de Mladá Boleslav, en la región de Bohemia Central, República Checa. Tiene una población estimada, a principios del año 2021, de 497 habitantes. 
Está ubicada al noreste de la región y de Praga, cerca del río Jizera —un afluente derecho del curso alto del río Elba— y de la frontera con la región de Liberec.